# Спрінг-Веллі (округ Сан-Дієго, Каліфорнія)
Спрінг-Веллі (англ. Spring Valley) — переписна місцевість (CDP) в США, в окрузі Сан-Дієго штату Каліфорнія. Населення — 30 998 осіб (2020).

## Географія
Спрінг-Веллі розташований за координатами 32°43′48″ пн. ш. 116°58′35″ зх. д. / 32.73000° пн. ш. 116.97639° зх. д. (32.729948, -116.976401).  За даними Бюро перепису населення США в 2010 році переписна місцевість мала площу 19,10 км², з яких 18,56 км² — суходіл та 0,54 км² — водойми.

## Демографія
Згідно з переписом 2010 року, у селищі мешкало 28 205 осіб у 9305 домогосподарствах у складі 7090 родин. Густота населення становила 1477 осіб/км².  Було 9741 помешкання (510/км²).
Расовий склад населення:
| - 59,5 % — білих - 11,1 % — чорних або афроамериканців - 5,9 % — азіатів - 0,8 % — вихідців з тихоокеанських островів - 0,8 % — корінних американців - 15,4 % — осіб інших рас |

До двох чи більше рас належало 6,5 %. Частка іспаномовних становила 32,6 % від усіх жителів.
За віковим діапазоном населення розподілялося таким чином: 26,5 % — особи молодші 18 років, 63,0 % — особи у віці 18—64 років, 10,5 % — особи у віці 65 років та старші. Медіана віку мешканця становила 35,0 року. На 100 осіб жіночої статі у селищі припадало 95,2 чоловіків;  на 100 жінок у віці від 18 років та старших — 90,6 чоловіків також старших 18 років.
Середній дохід на одне домашнє господарство  становив 79 412 долари США (медіана — 62 356), а середній дохід на одну сім'ю — 82 876 доларів (медіана — 67 003). Медіана доходів становила 50 362 долари для чоловіків та 40 520 доларів для жінок. За межею бідності перебувало 12,0 % осіб, у тому числі 17,2 % дітей у віці до 18 років та 7,4 % осіб у віці 65 років та старших.
Цивільне працевлаштоване населення становило 13 674 особи. Основні галузі зайнятості: освіта, охорона здоров'я та соціальна допомога — 24,1 %, роздрібна торгівля — 12,1 %, науковці, спеціалісти, менеджери — 11,3 %.